# جيمس سميث (عسكري)
جيمس سميث (بالإنجليزية: James Smith)‏ هو عسكري أمريكي، ولد في 1826 في بلفاست في المملكة المتحدة، وتوفي في 31 أكتوبر 1881.